# Cenchrus echinatus
Espèce
Cenchrus echinatus, connue sous les noms vernaculaires de 
Cenchre épineux, herbe pagode, gratte-cul ou cram-cram, est une espèce de plantes herbacées épineuses de la famille des Poaceae dont les grains s'accrochent au poil des animaux et aux vêtements. Originaire d'Amérique centrale, elle est introduite et envahissante dans la plupart des zones tropicales.

## Description
Cenchrus echinatus est une plante herbacée annuelle, cespiteuse, aux tiges (chaumes) semi-dressées de 20 à 200 cm de haut.
L'inflorescence est une panicule spiciforme, linéaire, de  2 à 10 cm de long sur 1 à 2 cm de large, portant des groupes de 2 à 6 épillets groupés en boules et comprimées à la base, caducs, sous-tendus par un involucre de soies dures et piquantes.